# Glioma
Glioma é um tumor de células gliais, células que protegem, nutrem e dão suporte aos neurônios, logo podem ocorrer no encéfalo, na medula espinhal ou mesmo junto a nervos periféricos. São responsáveis por aproximadamente 30% de todos os tumores do sistema nervoso central e por 80% dos tumores malignos iniciados no cérebro.

## Classificação
Dependendo do tipo de células gliais afetadas podem ser classificadas como:
- Astrocitoma;
- Ependimoma;
- Oligodendroglioma;
- Oligoastrocitoma ou;
- Schwannoma.

Um astrocitoma de 4 grau também é conhecido como glioblastoma e representam 15% dos tumores de cérebro e 65-75% dos astrocitomas. São mais diagnosticados em países industrializados e entre brancos e idosos, porém é provável que parte do motivo é que muitos casos em países subdesenvolvidos não são diagnosticados ou quando são não são relatados e melhor investigados cientificamente.

## Sintomas
Os sintomas vão depender muito do local e do tipo de células afetadas. Tumores no cérebro podem causar dor de cabeça, náusea, aumento da pressão craniana, problemas motores, sensitivos, cognitivos e/ou mudanças de personalidade.

## Tratamento
Foram aprovados pelo FDA tratamentos de imunoterapia e mais de 2300 ensaios clínicos com imunoterapia e outras técnicas inovadoras foram registradas no clinicaltrials.gov. Nos tratamentos cirurgicos ou quimioterapêuticos tradicionais,  raramente tem cura, pois tentar atacar de forma química,  ou remover cirurgicamente um tumores do cérebro ou da medula espinhal,  costumar causar mais mortes e outros transtornos do que efetivamente curar. Especialmente pelo fato da maioria dos pacientes com esse câncer serem idosos e terem outras doenças.

## Pesquisa
Entre as pesquisas ligadas a  imunoterapia temos a aprovação e desenvolvimento de anticorpos monoclonais,  que podem contribuir para várias aplicações , entre elas, e talvez uma das mais destacadas na pesquisa, a de contribuir no sentido de prolongar por mais tempo  o ataque imunológico ao câncer , ao inativar pontos que se expressam na membrana da célula cacerígena e normais,  os quais, se não fossem bloqueados pelos anticorpos,  inibiriam  a continuidade de ataque; entre eles destacamos um bastante expresso em glioma: O    "B7-H3 é um membro do ponto de verificação imune que pertence às famílias B7-CD28 e desempenha um papel vital na inibição da função das células T. É importante ressaltar que o B7-H3 é amplamente superexpresso em tumores sólidos, tornando-o um alvo atraente para a imunoterapia contra o câncer" incluindo glioma.
Especialistas descobriram células dentro de um glioma dependem de gorduras, a fim de impulsionar o crescimento do tumor. Isto contradiz as descobertas científicas anteriores que declararam que as células tumorais necessitam principalmente de açúcar, a fim de criar energia.